# AB Pictoris
Désignations
AB Pictoris, également connue sous l'identifiant HD 44627, est une étoile variable de type BY Draconis et de type spectral K (naine orange) située à ∼ 163 a.l. (∼ 50 pc) du Soleil dans la constellation du Peintre. Datée d'environ 30 à 40 millions d'années seulement, cette étoile est devenue célèbre en 2005 lorsqu'ont été publiées des coronographies réalisées en 2003 et 2004 révélant la présence d'un objet substellaire semble-t-il en orbite autour d'elle et d'environ 13,5 masses joviennes observé avec une séparation angulaire représentant, au niveau de l'objet, une distance de 275 UA. Cette masse de 13,5 masses joviennes correspond précisément à la limite à partir de laquelle la fusion du deutérium devient possible au cœur de l'astre, de sorte qu'AB Pictoris b se situerait exactement à la limite entre une planète géante gazeuse et une étoile naine brune.

## Système planétaire
| Planète | Masse         | Demi-grand axe (ua) | Période orbitale (jours) | Excentricité | Inclinaison | Rayon |
| ------- | ------------- | ------------------- | ------------------------ | ------------ | ----------- | ----- |
| b       | 13,5 ± 0,5 MJ |                     |                          |              |             |       |

La masse de cet objet, estimée à l'aide de modèles numériques décrivant l'évolution de tels astres, demeure cependant très incertaine compte tenu de son très jeune âge, et des valeurs allant de 11 à 70 MJ ont été publiées.
Avec un type spectral situé entre L0V et L3V, la température de ce corps serait comprise entre 1 600 et 2 400 K.